# Waterford FC
El Waterford FC és un club de futbol irlandès de la ciutat de Waterford.

## Història
El club va ser fundat el 1930 amb el nom de Waterford F.C. Va participar per primer cop a la lliga irlandesa el 1930-1931. La seva primera copa l'assolí el 1937 derrotant el St. James's Gate F.C.. L'any 1965-1966 guanyà la seva primera lliga iniciant una brillant època d'èxits, amb un total de 6 triomfs finals fins al 1973. El 1982 esdevingué Waterford United F.C. L'any 2017 retornà a la denominació Waterford Football Club.
Originàriament el seu estadi era el Kilcohan Park abans de traslladar-se al Waterford Regional Sports Centre. Els seus colors són el blau i el blanc.

## Palmarès
Inclou els títols guanyats pel Waterford F.C.
- Lliga irlandesa de futbol: 6
  - 1965-66, 1967-68, 1968-69, 1969-70, 1971-72, 1972-73
- Copa irlandesa de futbol: 2
  - 1937, 1980
- Copa de la Lliga irlandesa de futbol: 2
  - 1973-74, 1984-85
- FAI First Division: 3
  - 1989-1990, 1997-1998, 2002-2003
- Munster Senior Cup: 11
  - 1934-35, 1945-46 (compartit amb Cork United), 1947-48, 1955-56, 1956-57, 1965-66, 1966-67, 1975-76, 1980-81, 1985-86, 1986-87, 2007
- Top Four Cup: 5
  - 1967-68,1968-69,1969-70,1970-71,1972-73
- League of Ireland Shield: 5
  - 1930-1931, 1936-1937, 1952-1953, 1958-1959, 1968-1969

## Jugadors destacats
| - Alfie Hale - Paddy Coad - Terry Conroy - John Frost - Peter Desmond - Al Finucane - Stephen Grant - Peter Kavanagh - Daryl Murphy | - Håkon Winther - Peter Thomas - Bobby Charlton - Johnny Matthews - Jimmy Gauld - Rodney Jack - Scott Garlick - Ed McIlvenny |

## Entrenadors destacats
- Con Martin
- Frank Davis
- Paddy Coad
- Alfie Hale
- Johnny Matthews
- Jimmy McGeough